# 譚劍
譚劍（1972年—），香港小說作家，創作橫跨科幻、奇幻和純文學。台灣推理作家協會國際會員。 聖貞德中學畢業。英國倫敦大學電腦及資訊系統學士，英國布拉德福德大學企管碩士。多年來在兩岸三地拿下不同獎項，作品屢次入選科幻和文學選集，並編寫香港科幻小說發展史。現於中學主持推理和科幻的講座與寫作班。2024年以推理小說《姓司武的都得死》獲台北國際書展大獎小說獎首獎。

## 經歷
1989年，中五暑假時以〈虛幻與真實〉參加新雅少年兒童文學創作獎（科幻故事組）獲季軍。次年〈黃昏的人〉摘下冠軍。
1994年，以〈斷章〉獲台灣「幼獅文藝科幻小說獎」張系國特別推薦發表，並獲台灣「中國筆會」譯成英文版 Torn out of Context 於 1994 年夏季號出版。譯者為鮑端磊（Daniel J. Bauer）。
九十年代中起網絡上發表小說，早期作品見於「星網互動」及「網上行」，也在《蘋果日報》和《突破》刊載小說，在《東周刊》發表科技文章。
1997年，推出首部作品《虛擬未來》，由香港藝術發展局資助。收錄〈虛幻與真實〉、〈黃昏的人〉和〈斷章〉等十個短篇。
2007年，以〈免費之城焦慮症〉獲台灣第七屆「倪匡科幻獎」佳作
2008年，以《黑夜旋律》入圍台灣「九歌30二百萬元長篇小說獎」最後四強，為唯一香港作者。
2009年，以《輪迴家族》入圍台灣第一屆「島田莊司推理小說獎」複選。
2010年，以《肉體竊賊》獲台灣「2009可米瑞智百萬電影小說獎」第二名。推出《人形軟件》，除人工智能的主題外，也加入香港本土文化和社會議題，廣受好評，在獲首屆全球華語科幻星雲獎「全球華语最佳科幻/奇幻長篇獎」金獎後更獲香港傳媒廣泛報導，並推出中國版和台灣版。〈斷章〉和〈神曲〉入選《宇宙摩天輪:香港科幻小說選》。
2011年，在香港東方日報連載長篇小說《發條鳥》和《光柵謀殺案》。獲第二屆全球華語科幻星雲獎「最佳作家銀獎」。
2012年，入選為「21世紀十大新銳華語科幻作家」。推出以台南歷史和在地文化為背景的奇幻輕小說《貓語人》系列。
2013年，以《拯救老店大作戰》獲台灣第三屆「BenQ華文世界電影小說獎」佳作。
2014年，以《當代台北觀光指南、傳說與變形記》獲第十六屆「台北文學獎」年金獎助。
2015年，以《光柵謀殺案》獲第六屆華語科幻星雲獎「全球華语最佳長篇科幻獎」銀獎。在香港資優教育學苑主持科幻工作坊
2018年，短篇作品〈斷章〉入選台灣九歌出版社的《華文文學百年選.香港卷2：小說》 。《貓語人》系列由台灣蓋亞文化推出修訂版，並入選台灣文化部107年「年度推薦改編劇本書Top20」。
2019年，入選為香港書展年度主題「科幻與推理文學」作家。
2021年，參與的《偵探冰室：香港推理小說合集》（與陳浩基、文善、黑貓C、望日、冒業合著）獲第三屆「香港出版雙年獎」文學及小說類出版獎。
2023年，6月，在《偵探冰室》的首作〈重慶大廈的非洲雄獅〉由劇場空間改編成音樂劇，於文化中心上演。9月，任台灣文學基地駐村作家。10月，《姓司武旳都得死》獲台灣作家推理協會與Readmoo合辦的「2023這本超好推」年度推理小說華文作品組第一名，及2024台北國際書展大獎「小說奬」首獎。譚劍獲頒「2023 讀墨年度華文大獎」人氣作家。

## 著作

### 推理犯罪小說
- 《姓司武的都得死》（2023，蓋亞文化）
- 《復仇女神的正義》（2024，蓋亞文化）
- 《馬克白的命數》（2025，蓋亞文化）

### 奇幻輕小說
- 《貓語人》01之「殺意樹」（2012，台灣明日工作室；2018, 台灣蓋亞文化）
- 《貓語人》02之「字鬼」（2012，台灣明日工作室；2018, 台灣蓋亞文化）
- 《貓語人》03之「永保安康的惡魔咒語」（2012，台灣明日工作室；2018, 台灣蓋亞文化，改名為《永保安康之咒》）
- 《貓語人》04之「信長的預知夢」（2020, 台灣蓋亞文化）

註：蓋亞版為修定版

### 文學作品
- 《黑夜旋律》（2008，台灣九歌；2019, 香港格子盒作室港澳限定版）。「九歌30二百萬元長篇小說獎」複審入圍作品。

### 長篇科幻
- 《換身殺手》（1998，香港文林社。2000，台灣成陽）
- 《人形軟件》卷一之「靈魂上載」（2010，香港天行者；2011, 中國人民大學；2012, 台灣蓋亞文化；2019, 香港格子盒作室港澳限定版）
- 《人形軟件》卷二之「生死之輪」（2011，香港天行者；2012, 中國人民大學；2012, 台灣蓋亞文化）
- 《人形軟件》卷三之「後人類計劃」（2013，香港天行者；2014, 台灣蓋亞文化）
- 《光柵謀殺案》（2014, 中國四川科學技術出版社）

### 短篇科幻小說集
- 《虛擬未來》（1997，香港玲瓏璧。2000，台灣成陽）。收錄得獎作〈虛幻與真實〉、〈黃昏的人〉及〈斷章〉。本書由香港藝術發展局資助.
- 《1K監獄》（2000，香港皇冠。2001，台灣成陽）
- 《免費之城焦慮症》（2019, 香港星夜出版港澳限定版。2020，台灣蓋亞文化）

### 影視作品
- 《肉體竊賊》獲台灣「2009可米瑞智百萬電影小說獎」第二名。
- 《拯救老店大作戰》獲台灣第三屆「BenQ華文世界電影小說獎」佳作（2013）。

### 連載小說
- 她和他和她的前世今生（2011/12-，香港信報）
- 免費殺手的樂園（2011/3-12，香港信報）
- 發條鳥（2011/8-10，香港東方日報）
- 光柵謀殺案（2011/11，香港東方日報）

### 網絡
- 《網上免費資源不求人》（2001，香港經濟日報）

### 合著
- 《查拉圖》（合著。1990，香港新雅）
- 《黃昏的人》（合著。1991，香港新雅）
- 《Why We Blog? 點只日記咁簡單》（合著。2006, 香港 WHY 出版）。收錄〈影藝之死〉
- 《科幻.後現代.後人类：香港科幻論文精選》（2007，中國褔建少年兒童出版社）。收錄〈香港科幻發展淺介〉[2]
- 《笨小孩》（2009，台灣貓頭鷹，葉李華編）。收錄得獎作〈免費之城焦慮症〉
- 《香港很高興》（2009，香港永青文化，何故編）。收錄〈我喜歡港女〉
- 《宇宙摩天輪》（2010，香港明窗，香港科幻會編）。收錄〈斷章〉及〈神曲〉
- 《中国当代科幻精品选》（2010，世界华人科幻协会编）。收錄〈免費之城焦慮症〉[3]
- 《新‧非人協會》（2011，香港小說會）。收錄〈閃人〉[4]
- 《倪學 : 衛斯理五十周年紀念集》（2013，香港豐林文化）。收錄〈衛斯理與外國科幻的對照〉
- 《華文文學百年選．香港卷2：小說》（2018, 台灣 九歌）。收錄〈斷章〉[5]
- 《偵探冰室：香港推理小說合集》（2019, 香港星夜出版。2020，台灣蓋亞）。收錄〈重慶大廈的非洲雄獅〉
- MUSEA: A book of modern muses (2019, Condé Nast，K11)。收錄〈舊外套〉（The Old Coat）
- 《偵探冰室．靈》（2020, 香港星夜出版。收錄〈禮義邨的黑貓〉）
- 《偵探冰室．疫》（2021, 香港星夜出版。收錄〈樂景灣的鱷魚〉）
- 《偵探冰室．貓》（2022, 香港星夜出版。收錄〈西營盤的金被銀床〉）
- 《偵探冰室．食》（2023, 香港星夜出版。收錄〈香港仔的鯰魚〉）

## 創作風格
1. 利用心智圖（mind map）構思大綱。擅長架構多線、結構複雜的故事。對正派及反派同樣著墨甚深。在「人形軟件」系列裡，第一人稱混合多重第三人稱。在「黑夜旋律」裡，探用 hyperlink cinema 及後設手法，交織以七宗罪主題的七條故事線，獲評審司馬中原及平路高度評價。
2. 與其說譚劍專長科幻及奇幻，倒不如說他擅於消化資料並以此創作故事，因此除了「人形軟件」的人工智能外，在「拯救老店大作戰」以茶行及麵店為題，在「貓語人」系列能以台灣歷史及道地文化穿插。
3. 創作類型橫跨科幻、奇幻、推理、輕小說、純文學，因此作品往往呈現跨類型的混血狀況。「『輕』是小說的風格，但不是作者的功夫。相反地，就一個創作者而言，不管是下的功夫與寄託的關懷，譚劍都是非常非常認真的......在輕小說的風格底下，其實藏了非常認真而且重要的理念，而這理念，也體現在他挑選台南作為這個故事的背景上。」
4. 每一部作品都含有社會批判的元素（連輕小說也不例外）。如「黑夜旋律」批評資本主義，「人形軟件」批評地產霸權。「亦相當具探討性；又不乏緊張刺激的娛樂元素；當中又寫出對本土流行文化與傳統文化的關注，證明科幻小說並不是天馬行空的『離地』玩意。」
5. 作品章節多（「人形軟件」每本都超過八十章節，「黑夜旋律」含四十九），情節快速推演。用字遣詞簡潔不花巧。「起伏跌宕，错综复杂，悬念迭起，高潮不断，充满中国传统小说中的阴谋诡计，有的桥段令人恍然有看《三国演义》之感，作者却在其中注入了对现代世界的忧思。」
6. 正反角色佔的篇幅相當，而且有女強男弱的情況，如「人形軟件」的天照，「貓語人」系列的方圓。
7. 每次推出新的地區版本都會修改內容。唯簡體字版因內容會被編輯大幅修改，因此曾在 facebook 上公開宣稱不鼓勵港台兩地讀者購買，也不會宣傳。

## 影評
曾於「都市日報」撰寫影評，其不劇透、不花巧、不賣弄理論卻一針見血挖出深度的風格廣受歡迎。港產片「狂舞派」和「點對點」的首篇影評均出自其手。為「星際啟示錄」寫的影評集科學介紹和詳細故事分析於一身，長達五千字，被譽為觀賞本片必讀的一篇。熱心推廣港產片和小眾電影，並為相關電影掛名推薦。hashtag 為「肢解電影」。
每年選出「年度之選」：「少年PI的奇幻漂流」（2013）和「引力邊緣」（2014）。2015年從缺。

## 逸聞
- 九把刀在《紅線》裡引用《換身殺手》（1998）：「我以前看過一本舊小說，叫 <換身殺手> ，裡面的故事背景是一個長生不老的世界，在那個世界裡，愛情的永恆是根本無法存在的可怕事物」[11]。

- 譚劍在部落格裡表示《換身殺手》（1998）被盜版（2000）但無法追究[12]。

- 由於香港和台灣兩地用語有別，《人形軟件》在台灣版時改名為《人形軟體》，並會加入注解以便台灣讀者瞭解香港地道文化，內容亦加以修訂[13]。

- 《黑鏡》第二季「馬上回來」（Be Right Back, 2013）一集裡死人的記憶被人工智能模擬，和《人形軟件》同出一轍，但後者面世早三年。[14]

- 2015年香港北角森記書店因貓被盜，被裁判官質疑「何以咁細間書店可以容納30隻貓？」，譚劍在Facebook分享相關新聞時，稱「30貓無打交，生活好過好多香港人，告人虐畜不如先告搞出鉛水的人」被推上報。[15]

- 《人形軟件》裡虛構的來記麵店，被陳浩基在推理小說《網內人》（2017）裡借用[16]。

- 《倪匡散文集》（香港天地圖書、2018）附錄的年表裡，稱1993年「......香港皇冠出版社出版警世小說《騙徒》。署名倪匡，實由譚劍代筆」。譚劍在臉書發文表示並無其事，並稱當年「只有二十一歲」[17]。

- 譚劍介紹導演黃浩然認識作者文善，促成《逆向誘拐》拍成電影。[18]

- 劉慈欣在香港出版的首本短篇小說集《流浪地球》，首篇序即出自譚劍。

## 相關研究
- 關詩珮：〈病源、母體變異及翻譯的後延生命：村上春樹與譚劍《人形軟件》〉[19]

- 范轶伦：〈剑与诗：古典文化带来未来救赎——刘慈欣1997《诗云》和香港谭剑1994《断章》中的身份认同比较 〉[20]

## 資料來源
1. ↑  .   [2018-07-18]. （原始内容存档于2018-07-18）.
2. ↑  . https://www.itsfun.com.tw/科幻後現代後人類--香港科幻論文精選/wiki-4496302.
3. ↑  .   [2018-07-13]. （原始内容存档于2018-07-13）.
4. ↑  何故. .   [2018-07-13]. （原始内容存档于2018-07-13）.
5. ↑  . 博客來. 台灣 九歌.   [2018-07-13]. （原始内容存档于2018-07-13）.
6. ↑  溫卓森. . 2017/04/06. 明報.   [2018-07-13]. （原始内容存档于2018-07-13）.
7. ↑  譚劍. . 九歌出版社.
8. ↑  乃賴. .   [2018-07-13]. （原始内容存档于2018-08-13）.
9. ↑  溫卓森. . 101藝術新聞網.   [2016-06-22]. （原始内容存档于2018-07-13）.
10. ↑  韩　松. .   [2011-03-04]. （原始内容存档于2011-07-31）.
11. ↑  九把刀. . 九把刀網絡文學經典製造機.   [2018-07-13]. （原始内容存档于2017-06-15）.
12. ↑  譚劍. .   [2018-07-13]. （原始内容存档于2018-07-13）.
13. ↑  譚劍. . 台灣 蓋亞文化. 2012.
14. ↑  .   [10 July 2018]. （原始内容存档于2016-03-04）.
15. ↑  .   [10 July 2018]. （原始内容存档于2018-07-10）.
16. ↑  陳浩基. . 2017-4: 540.
17. ↑  譚劍. . facebook.
18. ↑  .   [2018-09-14].
19. ↑  . 2016年12月: 5–20.
20. ↑  . 重庆大学出版社. 2016年4月: 116–132.

## 外部連結
- 官方网站 （页面存档备份，存于）
- 譚劍·一家之言
- 紅 Cult：科幻小說 獨字作業 香港蘋果日報 2010年6月4日（页面存档备份，存于）
- 譚劍的Facebook專頁
- 譚劍的fans page